# 岩地早熟禾
岩地早熟禾（学名：Poa granitica）为禾本科早熟禾属下的一个种。